# Iván Lanegra Quispe
Iván Kriss Lanegra Quispe (Lima, 8 de noviembre de 1971) es un abogado, docente universitario, analista político, consultor externo, funcionario público y ambientalista peruano. Ha sido viceministro de Interculturalidad (2011 - 2013), adjunto de la Defensoría del Pueblo para asuntos indígenas y medioambientales (2008 - 2011 y 2014 - 2015) y ha trabajado en las unidades ambientales de los ministerios de Salud, de Transportes y de Vivienda, así como en el Consejo Nacional del Ambiente (CONAM). 
Actualmente se desempeña como secretario general de la Asociación Civil Transparencia, además de ser profesor en la Pontificia Universidad Católica del Perú (PUCP) y en la Universidad del Pacífico (UP) en Lima.

## Biografía
Iván Lanegra se graduó como abogado en la Pontificia Universidad Católica del Perú (PUCP) y luego realizó una maestría en Ciencias Políticas en esa misma universidad. También egresó del Programa de Derecho Ambiental Internacional y Comparado del Instituto de las Naciones Unidas para Formación Profesional e Investigaciones (UNITAR) y de la Universidad Católica de Budapest.
Ha ocupado los cargos de subdirector del Instituto Nacional de Protección del Medio Ambiente para la Salud (Ministerio de Salud), asesor de la Dirección General de Medio Ambiente (Ministerio de Transportes) y gerente de Gestión Transectorial del Consejo Nacional del Ambiente. Se desempeñó como gerente de Recursos Naturales y Gestión del Medio Ambiente del Gobierno Regional de Junín y en la Defensoría del Pueblo como Adjunto del Medio Ambiente, Servicios Públicos y Pueblos Indígenas. Entre el 2011 y 2013 fue viceministro de Interculturalidad del Ministerio de Cultura durante el gobierno de Ollanta Humala.
Ha escrito libros en materia de derecho ambiental, política ambiental, ciencia política y pueblos indígenas, entre los que destacan El (ausente) estado ambiental: razones para la reforma de las instituciones y las organizaciones públicas ambientales en el Perú (2008) y también Consulta Previa a los Pueblos Indígenas: el desafío del diálogo intercultural en el Perú (2013) junto a la ex primera ministra Beatriz Merino. También ha escrito ¿Qué es el cambio climático? Calentamiento global y sociedad (2017), publicado por la editorial Planeta, donde aborda la nueva realidad ambiental del planeta en todas sus aristas, desde la meteorológicas a las políticas, pasando por las económicas.
Ha sido consultor de la Organización Internacional del Trabajo (OIT), del Programa de las Naciones Unidas para el Desarrollo (PNUD), del Banco Mundial y de la Comisión Económica para América Latina y el Caribe (CEPAL).
Actualmente se desempeña como secretario general de la Asociación Civil Transparencia, organización sin fines de lucro dedicada a la promoción de la democracia y el fortalecimiento de la representación política. Además, es profesor de Ciencia Política y Gestión Ambiental en la Pontificia Universidad Católica del Perú y de Ciencia Política en la Universidad del Pacífico.